# Sieniawka (okres Zgorzelec)
Sieniawka (německy Kleinschönau) je vesnice ležící v nejjihozápadnější části Polska, v Dolnoslezském vojvodství, na pravém břehu Lužické Nisy. Nachází se 3 km východně od města Žitavy.
Obec měla v roce 2010 678 obyvatel.
Přes Sieniawku vedla úzkorozchodná železnice z Frýdlantu do Žitavy. Dodnes zde najít v obce zbytky kolejí. V Sieniawce je hraniční přechod do Žitavy.

## Historie
Nejstarší zmínka o Sieniawce pochází z roku 1287, kdy je v listině pražského biskupa Tobiáše z Bechyně (dochované pouze v konceptu ve formulářové sbírce) uváděn filiální kostel ve vsi Sonow, podřízený spolu s kostelem v Oldřichově farnosti v Hrádku nad Nisou. Znovu je ves uváděna jako Parvum Sonov v roce 1352 v rejstřících papežských desátků pražského arcibiskupství (Registra decimalum papalium). O rok později je ves uváděna jako Wenigen Schonaw, aby byla odlišena od "Velkého Šonova", dnešního Großschönau. Roku 1387 prodávají purkrabí z Donína Sieniawku (tehdy uváděnou jako Kleinschonichen), dosud patřící k jejich grabštejnskému panství městu Žitava. Městu Žitavě pak ves patila až do zániku vrchnostenských panství v Sasku v roce 1856, pouze s krátkou přestávkou v l. 1547-1549, kdy byla ves Žitavě během tzv. Pönfallu odebrána jako trest za povstání lužických měst proti králi Ferdinandovi I. V obci stála katolická poutní kaple s údajně zázračným obrazem Panny Marie. Po reformaci od roku 1540 přestal být tento svatostánek využíván a zmíněný obraz byl předán do kostela sv. Jana (Johanniskirche) v Žitavě.
V roce 1884 byla Sieniawka napojena na úzkorozchodnou dráhu z Žitavy do Bogatyně. V roce 1924 žilo v obci 975 obyvatel, v roce 1933 pak 981 a v roce 1939 jich bylo 875.
V roce 1938 zde Němci vybudovali rozsáhlý komplex kasáren a v nich později leteckou továrnu Zittwerke A.G. firmy Junkers, ve které byly až ro roku 1945 zaměstnány vězeňkyně z koncentračního tábora. Patřila mezi ně například malířka Trude Sojka.

## Památky
- Kostel Neposkvrněného početí Panny Marie, barokní jednolodní stavba z roku 1664
- Kostel sv. Jana Křtitele z 18. století